# Aloe aculeata
Aloe aculeata ist eine Pflanzenart der Gattung der Aloen in der Unterfamilie der Affodillgewächse (Asphodeloideae). Das Artepitheton aculeata stammt aus dem Lateinischen, bedeutet ‚stachlig‘ und verweist auf die stachlige Blattoberfläche.

## Beschreibung

### Vegetative Merkmale
Aloe aculeata wächst in der Regel einzeln, ist stammlos oder bildet einen kriechenden Stamm von bis zu 70 Zentimeter Länge aus. Ihre etwa 30 lanzettlich-verschmälerten, bogig-aufrecht-einwärts gebogenen Laubblätter bilden eine dichte Rosette. Die trübgrüne bis glauke Blattspreite ist bis zu 60 Zentimeter lang und 8 bis 12 Zentimeter breit. Die Blattoberfläche ist mit zerstreuten, rötlich braunen Stachelchen besetzt. Die stechenden, rötlich braunen Zähne am Blattrand sind 5 bis 6 Millimeter lang und stehen 10 bis 20 Millimeter voneinander entfernt.

### Blütenstände und Blüten
Der Blütenstand besteht aus zwei bis vier Zweigen und erreicht eine Höhe von 1 Meter. Der Blütenstandsstiel ist tiefbraun. Die dichten, zylindrischen Trauben sind 40 bis 60 Zentimeter lang und 7 Zentimeter breit. Die deltoid-zugespitzten Brakteen sind zurückgeschlagen, weisen eine Länge von 10 Millimeter auf und sind 7 Millimeter breit. Die zitronengelben Blüten besitzen grünorangefarbene Adern auf ihren Zipfeln und stehen an 2 bis 3 Millimeter langen Blütenstielen. Die Blüten sind 25 bis 40 Millimeter lang und an ihrer Basis gerundet. Ihre äußeren Perigonblätter sind auf einer Länge von 14 Millimetern nicht miteinander verwachsen. Die bräunlichen Staubblätter besitzen orangefarbene Staubbeutel und ragen 15 Millimeter aus der Blüte heraus. Der orangefarbene Griffel ragt 18 Millimeter heraus.

### Genetik
Die Chromosomenzahl beträgt {\displaystyle 2n=14}.

## Systematik und Verbreitung
Aloe aculeata ist in Simbabwe sowie in der südafrikanischen Provinz Nordkap auf felsigen oder steinigen Berghängen in heißen halbtrockenen Gebieten verbreitet.
Die Erstbeschreibung durch Illtyd Buller Pole-Evans wurde 1915 veröffentlicht.

## Nachweise